# Семис
Семис (на български: половин) е римска парична единица с ниска стойност, равняваща се на половин Ас, или 6 унции. Семиса е една от най-ранните монети на Римската република. Започва да се изсича от около времето на Втората Пуническа война (218–204 BC).
През императорския период семисът представлява малка бронзова монета с тегло от до ок. 3-4 грама. Издава се сравнително рядко и постепенно излиза от редовна употреба, тъй като поради обезценяването на парите съществуването му губи практически смисъл. Адриан е последният император при който има издадени семиси.